# Minsbek
El Minsbek és un afluent curt al marge dret de l'Alster a Hamburg, Alemanya. Neix a prop del carrer Jaspersdiek a Poppenbüttel i desemboca una mica menys de 2 km més al sud, a l'Alster.
El riu pateix la urbanització dels seus marges. Les nombroses carreteres asfaltades i les cases fan que el sòl hagi esdevingut impermeable. L'evacuació massa ràpida que en resulta en temps de pluges fortes fa que augmenti el risc de riuades, i d'altra banda, condueix a assecar el llit superior en època seca, cosa nefasta per a la fauna aquàtica. Uns estanys semi-naturals haurien de pal·liar aquest problema.
L'escola Gesamtschule Poppenbüttel, establerta prop de la font, va apadrinar el rierol i organtiza uns projectes pedagògics: eliminar deixalles selvatges; aportar grava i blocs erràtics que creen microbiòtops propicis als peixos i als amfibis; plantar flora indígena i suprimir espècies invasores com el julivert gegant.

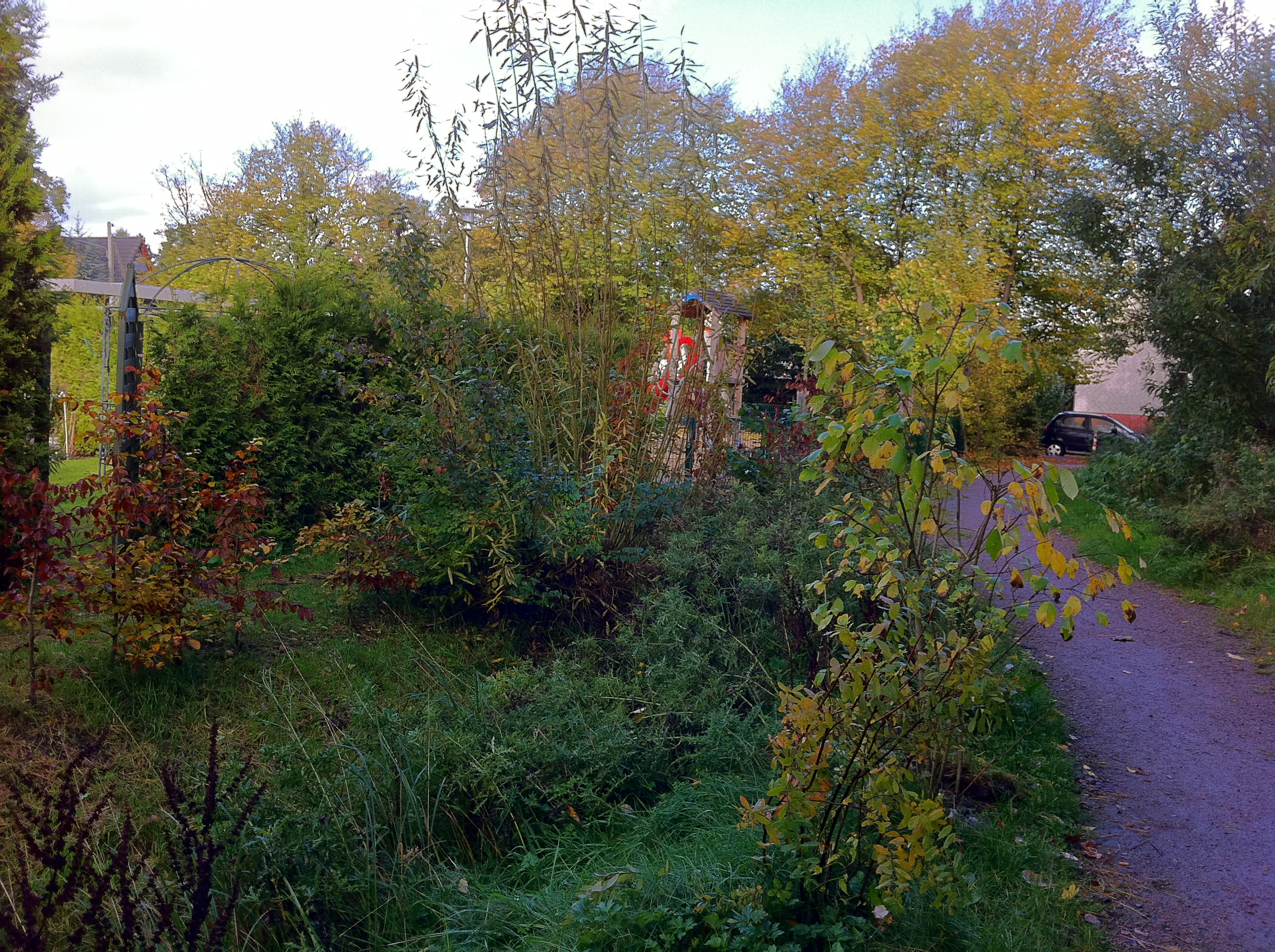
La font del Minsbek
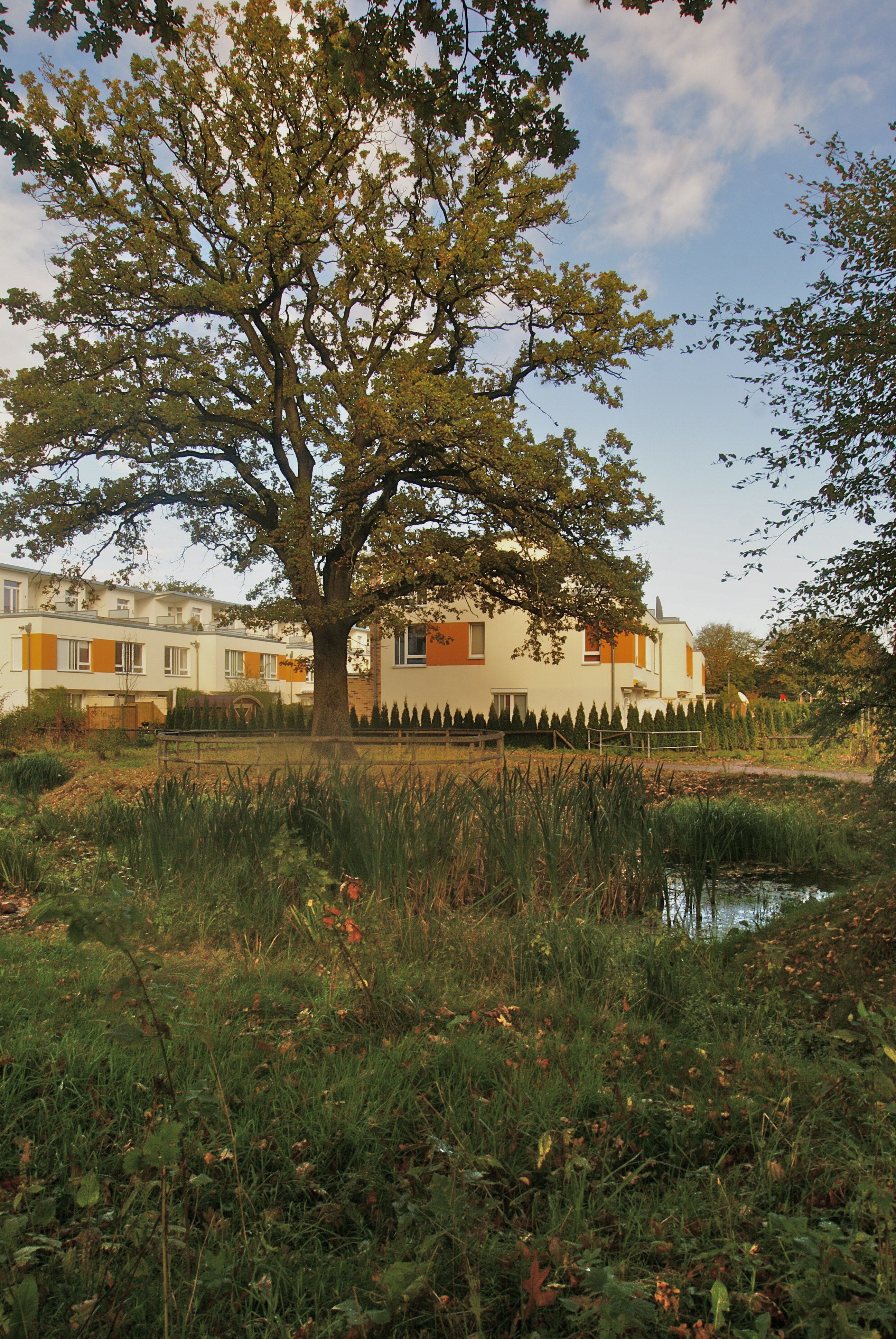
Un estany al Minsbek a prop del Rehmbrookweg
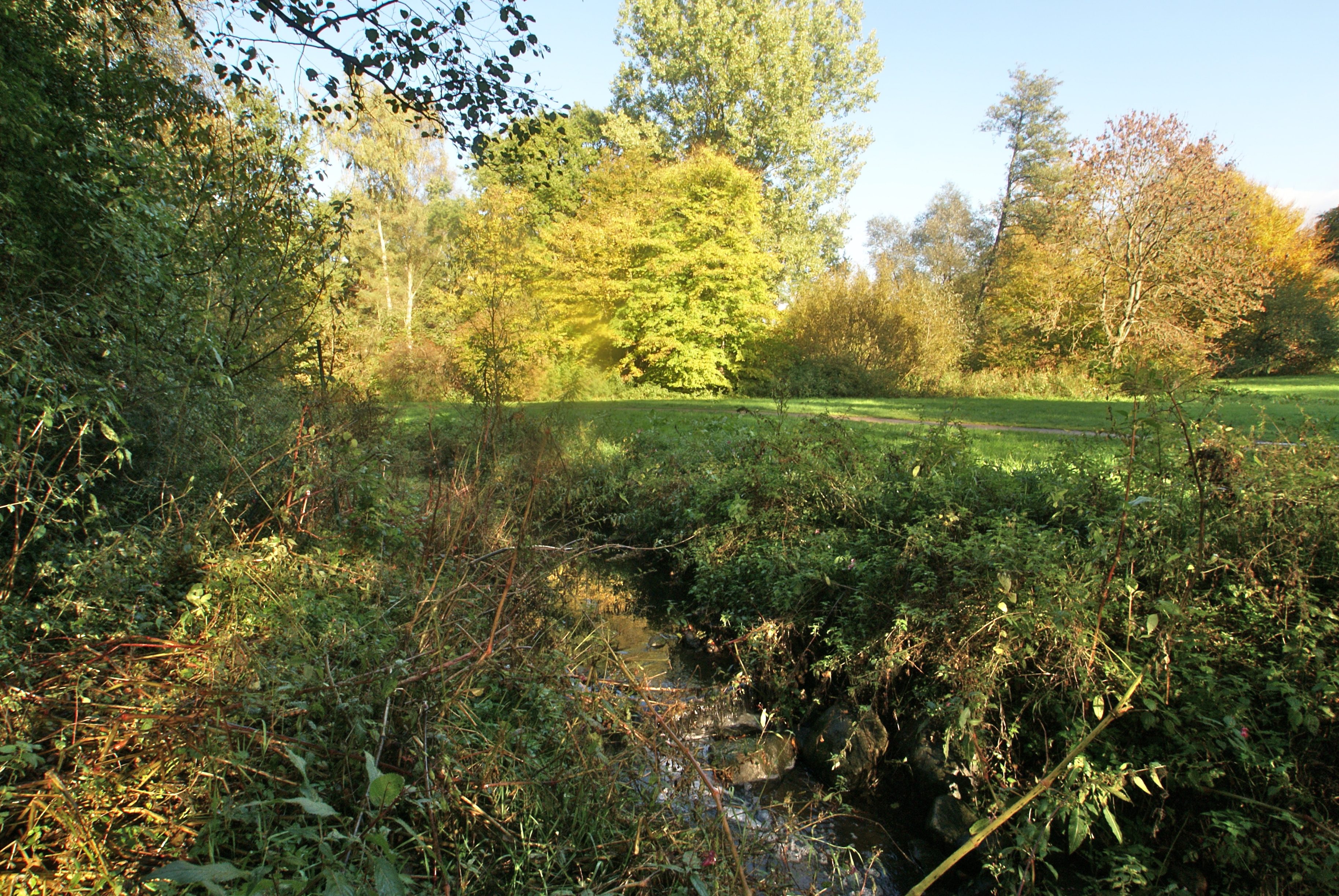
El parc del Minsbekkehre a l'Alsterwanderweg